# 유튜브 뮤직
유튜브 뮤직(영어: YouTube Music)은 구글의 자회사인 유튜브에서 개발한 음악 스트리밍 서비스다. 음악 스트리밍 서비스를 위한 맞춤형 인터페이스를 제공하여 사용자가 원하는 장르, 재생 목록 및 추천을 기반으로 유튜브에서 노래와 뮤직 비디오를 검색할 수 있도록 돕는다.
이 서비스는 또한 광고 없는 유튜브 재생, 오디오 전용 백그라운드 재생 및 오프라인 재생과 노래 다운로드를 가능하게 하는 프리미엄 서비스를 제공한다. 이러한 혜택은 구글 플레이 뮤직 및 유튜브 프리미엄 구독자에게도 제공된다. 이 서비스는 2020년 12월 1일에 구글의 주요 음악 스트리밍 브랜드로 구글 플레이 뮤직의 자리를 대체했다.
대한민국에서는 광고 지원 무료 서비스를 이용할 수 없으므로, 유튜브 프리미엄 또는 유튜브 뮤직 프리미엄에 가입해야 이용할 수 있다.

## 역사
유튜브 뮤직 앱은 2015년 10월에 공개되었으며 그다음 달에 바로 출시되었다. 뮤직 앱을 포함한 유튜브 플랫폼 전체를 포괄하는 대규모 구독 서비스인 유튜브 레드의 공개와 함께 출시되었다. 구글의 기존 구글 플레이 뮤직 올 액세스 구독 서비스와 중복되지만, 이 앱은 주로 유튜브를 통해 음악을 소비하는 사용자를 위해 설계되었다.
2018년 5월 17일 유튜브는 웹 기반 데스크톱 플레이어와 새롭게 디자인된 모바일 앱, 다양한 요인에 따른 더욱 다양한 추천, 가사 기반 노래 검색을 위한 구글 인공 지능 기술 사용 등 새로운 버전의 유튜브 뮤직 서비스를 발표했다. 또한 유튜브 뮤직은 별도의 구독 서비스를 제공하여 (애플 뮤직 및 스포티파이와는 직접적인 경쟁 관계) 광고 없는 배경 및 오디오 전용 스트리밍을 제공하고 유튜브의 음악 콘텐츠에 대해 오프라인 재생을 위한 다운로드 서비스를 제공한다. 이 서비스의 혜택은 기존 유튜브 프리미엄 (이전의 유튜브 레드) 서비스의 일부와 구글 플레이 뮤직의 액세스 구독자에게도 계속 제공된다. 유튜브 뮤직의 구독료는 경쟁 업체와 동일한 가격으로 월 9.99 달러이다. 그리고 신규 구독자를 위해 유튜브 프리미엄의 가격이 동시에 11.99 달러로 인상되었다.
2018년 유튜브 뮤직은 딕 클라크 프로덕션과 특집 방송인 Dick Clark's New Year's Rockin' Eve  및  아메리칸 뮤직 어워드의 파트너 역할을 하기 위해 여러 개의 스폰서 계약을 체결했다.
유튜브 뮤직은 2019년 4월 18일에 구글 어시스턴트 스마트 스피커 (구글 홈 스마트 스피커 포함)에서도 서비스를 사용할 수 있게 되었으며 제한된 수의 국가에서만 비 구독자에게 기능이 제한된 광고 지원 재생이 제공된다.

## 특징
이용 가능한 음악에는 주류 아티스트의 많은 릴리스가 포함되며 유튜브 서비스에서 음악으로 분류되는 모든 비디오로 확장된다.
유튜브 뮤직은 처음에 구글 플레이 뮤직과 병행하여 운영되었지만 후자는 2020년 12월에 종료된다. 프로덕트 매니저 엘리아스 로만은 2018년에 사용자들이 유튜브 뮤직으로 이동하기 전에 구글 플레이 뮤직과 동등한 기능에 도달하는 것을 목표로 했다.
2019년 9월, 유튜브 뮤직은 새로운 안드로이드 기기에 배포된 핵심 구글 모바일 서비스 번들에서 구글 플레이 뮤직을 대체했다. 2020년 5월에는 구매한 음악, 재생 목록, 클라우드 라이브러리 및 추천 등을 기존의 이용한 구글 플레이 뮤직에서 가져올 수 있는 업데이트가 출시되었다. 이 서비스에는 온라인 뮤직 스토어 기능이 없고(노래를 구매할 수 없음) 구글 홈 스마트 스피커로 클라우드 라이브러리 스피커를 전송하려면 유튜브 프리미엄 구독이 필요한 등 구글 플레이 뮤직에 대한 회귀가 여전히 포함되어 있다. 구글은 구글 플레이 뮤직이 종료되기 전에 서비스 간의 기능에서 이 문제와 기타 '간격'을 해결할 계획이라고 밝혔다.
2020년 5월에는 출시 예정이었던 "사전 저장"기능이 추가되었다.

### 구독
프리 티어는 일반적으로 해당하는 경우이며 뮤직 비디오 버전의 노래를 재생한다. 사용자가 뮤직 비디오 버전을 검색하지 않는 한 프리미엄 티어는 앨범의 공식 뮤직 트랙을 재생한다. 유튜브 뮤직 프리미엄 티어 및 유튜브 프리미엄 구독자는 애플리케이션을 사용하지 않는 동안 백그라운드에서 재생할 수 있는 오디오 전용 모드로 전환할 수 있다. 프리 티어는 비디오 광고를 표시하기 때문에 백그라운드 재생이 있는 오디오 전용 모드를 허용하지 않는다.
유튜브 뮤직 프리미엄 및 유튜브 프리미엄 요금제는 개인 및 가족 버전으로 제공되며, 가족 요금제를 사용하면 같은 세대의 최대 6명의 가족 구성원이 요금제 기능에 액세스할 수 있다. 일부 조건을 갖춘 학생은 개별 플랜을 통해 할인받을 수 있다.

## 지리적 가용성

YouTube Music을 사용할 수 있는 국가

이 서비스는 약 100객의 국가에서 이용 가능하다: 미국령 사모아, 아르헨티나, 아루바, 호주, 오스트리아, 바레인, 벨라루스, 벨기에, 벨리즈, 버뮤다, 볼리비아, 보스니아 헤르체고비나, 브라질, 영국령 버진 아일랜드, 불가리아, 캐나다, 케이먼 제도, 칠레, 콜롬비아, 코스타리카, 크로아티아, 키프로스, 체코, 덴마크, 도미니카 공화국, 에콰도르, 이집트, 엘살바도르, 에스토니아, 핀란드, 프랑스, 프랑스 령 기아나, 프랑스 령 폴리네시아, 독일, 그리스, 과달루프, 괌, 과테말라, 온두라스, 홍콩, 헝가리, 아이슬란드, 인도, 인도네시아, 아일랜드, 이스라엘, 이탈리아, 일본, 쿠웨이트, 라트비아, 레바논, 리히텐슈타인, 리투아니아, 룩셈부르크, 말레이시아, 몰타, 멕시코, 네덜란드, 뉴질랜드, 니카라과, 나이지리아, 북 마케도니아, 북 마리아나 제도 노르웨이, 오만, 파나마, 파푸아 뉴기니, 파라과이, 페루, 필리핀, 폴란드, 포르투갈, 푸에르토리코, 카타르, 루마니아, 러시아, 르완다, 사모아, 사우디 아라비아, 세르비아, 싱가포르, 슬로바키아, 슬로베니아, 남아프리카 공화국, 대한민국, 스페인, 스웨덴, 스위스, 대만, 태국, 트리니다드 토바고, 터키, 터크 스케이 커스 제도, 우크라이나, 아랍 에미리트, 영국, 미국, 미국령 버진 아일랜드, 우루과이, 베네수엘라.